# Securidaca lamarckii
Securidaca lamarckii är en jungfrulinsväxtart som beskrevs av August Heinrich Rudolf Grisebach. Securidaca lamarckii ingår i släktet Securidaca och familjen jungfrulinsväxter. Inga underarter finns listade i Catalogue of Life.